# Witold Tomczak
Witold Stanisław Tomczak (ur. 5 kwietnia 1957 w Kępnie, zm. 11 marca 2025) – polski polityk i lekarz, poseł na Sejm III i IV kadencji, w latach 2004–2009 deputowany do Parlamentu Europejskiego VI kadencji.

## Życiorys
Ukończył w 1987 studia na Wydziale Lekarskim Śląskiej Akademii Medycznej w Katowicach. Pracował jako lekarz w gminie Łęka Opatowska. W latach 1990–1998 zasiadał w radzie tej gminy.
W latach 1997–2001 sprawował mandat posła III kadencji z ramienia Akcji Wyborczej Solidarność (z rekomendacji Zjednoczenia Chrześcijańsko-Narodowego). W trakcie kadencji odszedł z klubu parlamentarnego AWS, współtworzył później Porozumienie Polskie. W lutym 1999 razem z innymi posłami PP zagłosował przeciwko ratyfikacji traktatu północnoatlantyckiego. W 2001 na kolejną kadencję Sejmu wybrano go z listy Ligi Polskich Rodzin w okręgu kaliskim (otrzymał 15 861 głosów). Był obserwatorem w PE, a od maja do lipca 2004 europosłem V kadencji. W 2004, otrzymawszy 47 260 głosów, został z ramienia LPR wybrany do Parlamentu Europejskiego VI kadencji, kandydując w okręgu obejmującym województwo wielkopolskie. W PE należał do frakcji Niepodległość i Demokracja, brał udział w pracach Komisji Rolnictwa i Rozwoju Wsi oraz delegacji ds. współpracy Unii Europejskiej z Chorwacją.
W 2005 opuścił LPR, bez powodzenia ubiegał się o reelekcję w PE w wyborach w 2009 z ramienia Prawicy Rzeczypospolitej (otrzymał 14 476 głosów) i o mandat w tym gremium w wyborach w 2014 z listy Solidarnej Polski (uzyskał 5885 głosów). W wyborach prezydenckich w 2010 poparł kandydaturę Marka Jurka i wszedł w skład jego społecznego komitetu poparcia. W 2019 był na liście kandydatów Konfederacji do Parlamentu Europejskiego, a w 2023 bez powodzenia startował z listy tego ugrupowania do Sejmu. W tym samym roku przystąpił do będącej jej częścią Konfederacji Korony Polskiej, stając na czele struktur tej partii w okręgu kalisko-leszczyńskim i wchodząc w skład jej rady naczelnej. W 2024 ponownie bez powodzenia z ramienia Konfederacji startował w wyborach europejskich.
Gdy sprawował mandat posła na Sejm, zrzekł się immunitetu w związku z zarzutami o znieważenie funkcjonariuszy Policji w trakcie kontroli drogowej w 1999. Po wyborach do PE wnosił o zawieszenie procesu karnego z uwagi na immunitet eurodeputowanego. Ostatecznie w 2008 Parlament Europejski pozbawił go immunitetu w tej sprawie. W tym samym roku także po raz drugi uchylono mu immunitet w związku z postępowaniem o uszkodzenie w 2000 rzeźby włoskiego twórcy Maurizia Cattelana przedstawiającej Jana Pawła II przygniecionego meteorytem. W trakcie tego zdarzenia polityk wraz z posłanką Haliną Nowiną Konopką usunął w galerii Zachęta z instalacji La Nona Ora fragment symbolizujący meteoryt przygniatający postać papieża Jana Pawła II. W 2016 proces został prawomocnie zakończony warunkowym umorzeniem postępowania wobec polityka na okres roku. W 2017 Witold Tomczak został ułaskawiony przez prezydenta RP Andrzeja Dudę.
Został pochowany 15 marca 2025 na cmentarzu w Kępnie.